# Lista de festivais da Roma Antiga

## Janeiro
- 1 de janeiro — Dia dedicado a Jano

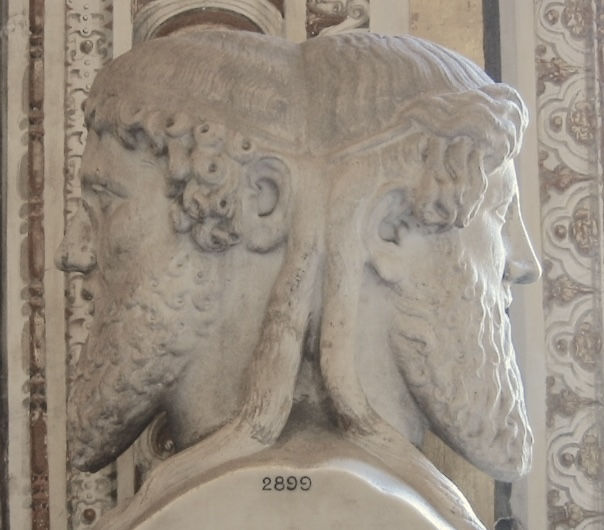
Estátua de Jano

- 3 a 5 de Janeiro — Compitália. De início uma festa móvel, acabou por ser celebrada nestes dias.
- 9 de janeiro — Agonália. O rei das coisas sagradas (rex sacrorum) sacrificava um carneiro a Jano.
- 11 de janeiro — Juturnália.
- 11 a 15 de janeiro — Carmentália, festival da deusa Carmenta (ou Carmentis).
- 27 de janeiro — Festival de Castor e Pólux.

## Fevereiro
- 1 de fevereiro — Festival em honra de Juno Sóspita
- 13 a 21 de fevereiro — Parentália, em honra dos antepassados falecidos.
- 15 de fevereiro — Lupercália, cujos ritos visavam a fertilidade e a purificação (februa)
- 17 de fevereiro — Quirinália
- 21 de fevereiro — Ferália: último dia do festival Parentália, no qual se levavam alimentos aos túmulos.
- 22 de fevereiro — Carístia ou Cara Cognatio. Dia que visava reunir a família e reconciliar pessoas desavindas.
- 23 de fevereiro — Terminália, festival em honra de Término
- 24 de fevereiro — Regifúgio, celebração da partida do último rei e do começo da República.
- 27 de fevereiro — Equírria, festival de corridas de cavalo em honra de Marte.

## Março
- 14 de março — Equírria
- 15 de março — Festival de Ana Perena, personificação do ano.
- 17 de março — Liberália, em honra de Liber Pater, protector das vinhas.
- 19 a 23 de março — Quinquatro
- 23 de março — Tubilústrio, festival dedicado à purificação das trompetas sagradas.

## Abril
- 1 de abril — Venerália, festival de Vénus Verticórdia
- 4 a 10 de abril — Megalésia, festival em honra de Cibele, que incluía jogos e representações teatrais.
- 12 a 19 de abril — Cereália
- 21 de abril — Parília
- 23 de abril — Vinália
- 25 de abril — Robigália

## Maio
- 9, 11 e 13 de maio — Lemúria
- 15 de maio - Mercuralia
- 21 de maio — Agonália
- 23 de maio — Tubilústrio
- 29 de maio — Ambaruália

## Junho
- 7 de junho — Jogos Piscatórios
- 9 de junho — Vestália
- 11 de junho — Matrália, festival das mães em honra da deusa Mater Matuta
- 11 de junho — Festival de Fortuna Virgo.
- 19 de junho — Festival de Minerva.

## Julho

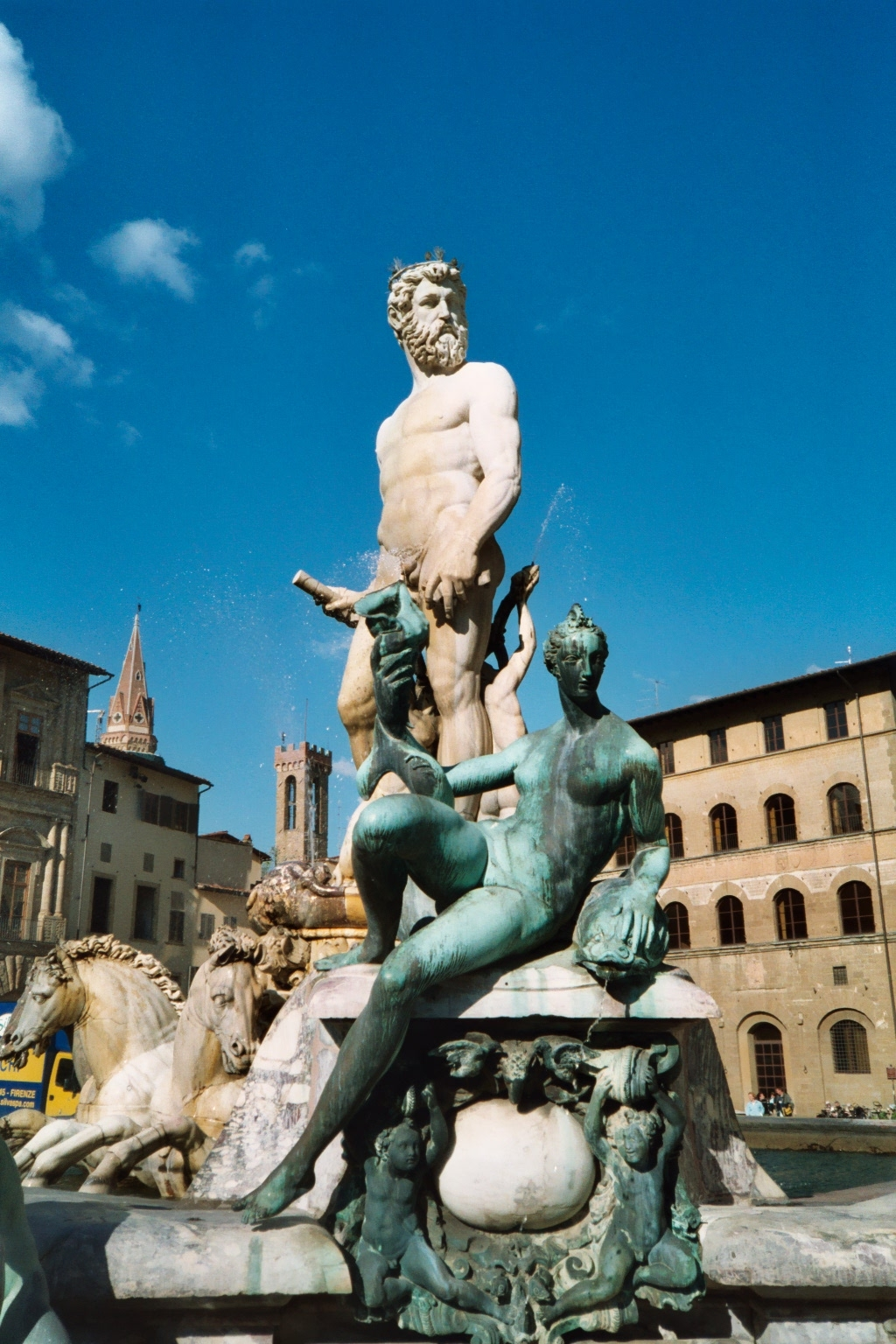
Neptuno

- 5 de julho — Poplifúgia ("fuga do povo"), festival cujo significado se perdeu.
- 6 a 13 de julho — Jogos Apolinários, jogos em honra de Apolo.
- 19 de julho — Lucária.
- 23 de julho — Neptunália.
- 25 de julho — Furrinália.
- 30 de julho — Festival de Fortuna.

## Agosto
- 1 de agosto — Festivais das deusas Spes e Vitória.
- 5 de agosto — Festival de Salo
- 9 de agosto — Festival de Sol Indiges
- 17 de agosto — Portunália, festival em honra de Portuno.
- 19 de agosto — Vinália Rústica
- 21 de agosto — Consuália, em honra de Conso — festival da colheita.
- 23 de agosto — Vulcanália, festival de Vulcano.
- 24 de agosto — Abertura do mundus.
- 25 de agosto — Opiconsivia.
- 27 de agosto — Volturnália, festival de Volturno.

## Setembro

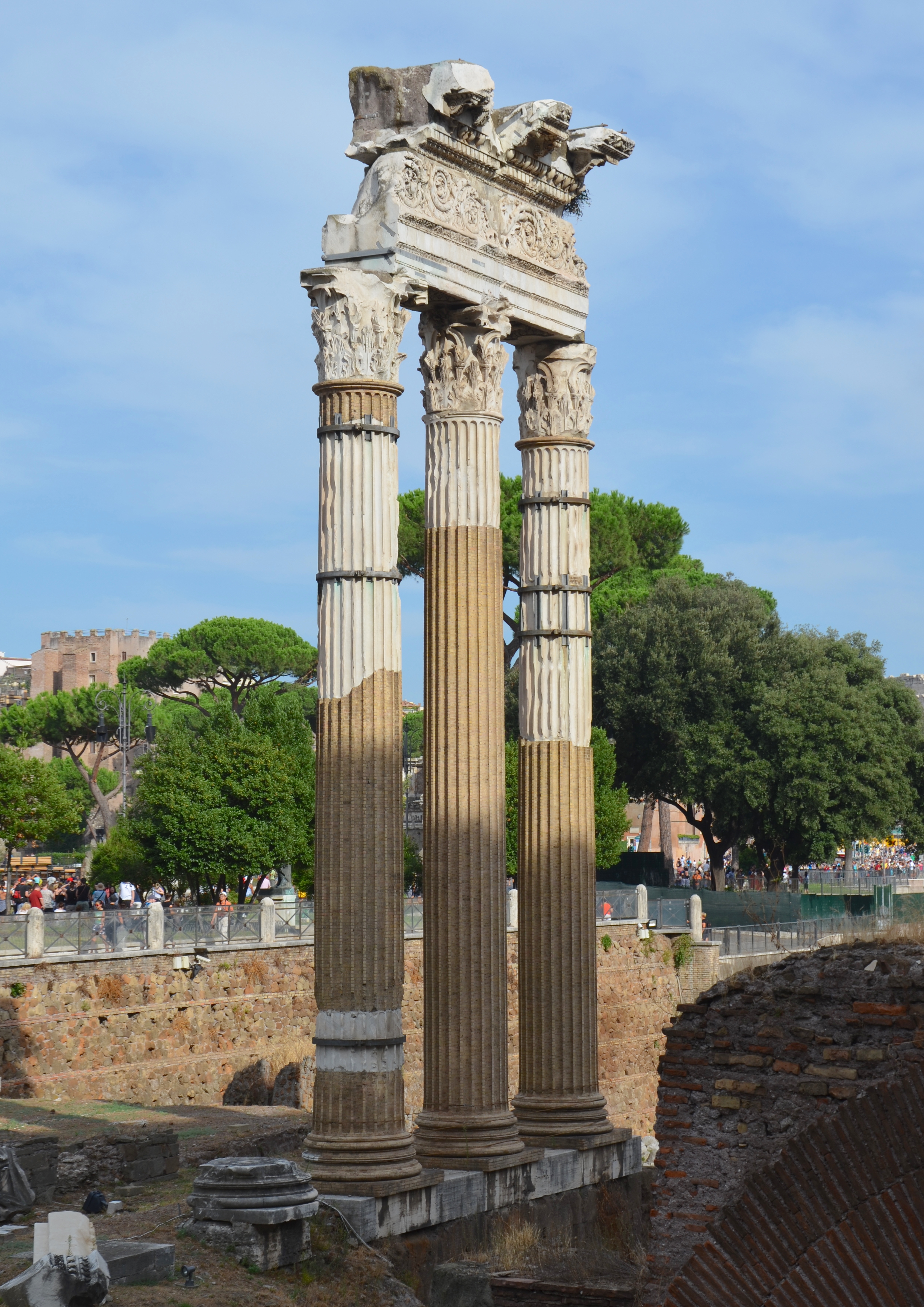
Templo de Vénus Genetrix

- 5 a 19 de Setembro — Jogos Romanos, jogos em honra de Júpiter.
- 5 de setembro — Festival de Júpiter Estator.
- 13 de setembro — Festivais em honra dos deuses Júpiter Óptimo Máximo, Juno e Minerva.
- 23 de setembro — Festival de Apolo.
- 26 de setembro — Festival de Vénus Genetrix.

## Outubro
- 1 de outubro — Festivais de Fides e de Juno Sorória.
- 10 de outubro — Festival de Juno Moneta.
- 11 de outubro — Meditrinália, dedicado à deusa Meditrina.
- 13 de outubro — Fontinália, festival de Fonte (Fons), deus das fontes.
- 14 de outubro — Festival dos Penates.
- 19 de outubro — Armilústrio, festival em honra de Marte, no qual se purificavam as armas.

## Novembro
- 8 de novembro — Abertura da tampa do mundus.
- 4 a 17 de Novembro — Jogos Plebeus, jogos em honra de Júpiter.
- 13 de novembro — Festival de Júpiter.

## Dezembro
- 3 de dezembro — Festival de Bona Dea.
- 11 de dezembro — Agonália.
- 15 de dezembro — Consuália, festa do plantio.
- 17 de dezembro — Saturnália.
- 18 de dezembro — Festival de Epona.
- 19 de dezembro — Opália.
- 21 de dezembro — Divália
- 23 de dezembro — Larentália
- 25 de dezembro — Sol Invicto